# Camptodontium fallax
Camptodontium fallax är en bladmossart som beskrevs av Brotherus 1924. Camptodontium fallax ingår i släktet Camptodontium och familjen Dicranaceae. Inga underarter finns listade i Catalogue of Life.